# Bee Gees
Bee Gees là một nhóm nhạc được thành lập vào năm 1958, bao gồm 3 anh em Barry, Robin và Maurice Gibb. Bộ ba đặc biệt thành công vào cuối những năm 1960 và đầu những năm 1970,và sau đó trở thành những nghệ sĩ nổi bật của kỷ nguyên nhạc disco vào giữa những năm 1970 đến cuối những năm 1980.Phong cách hát của nhóm được công nhận với 3 phần hòa âm chặt chẽ; giọng ca chính Robin với chất giọng ngân vang là một nét đặc trưng trong những bản hit đầu tiên của họ, trong khi chất giọng falsetto R&B của Barry đã trở thành điểm nhấn trong âm nhạc của nhóm vào nửa sau những năm 1970 và thập niên 1980.The Bee Gees đã tham gia viết lời cho tất cả những bản hit nổi tiếng của họ, cũng như viết lời và sản xuất nhạc cho một số nghệ sĩ khác.Bee Gees được nhiều nhà phê bình,các phương tiện truyền thông và các nghệ sĩ đồng nghiệp gọi là "Ông vua nhạc disco".
Được sinh ra trên Đảo Man với cha mẹ là người Anh, anh em nhà Gibb sinh sống ở Chorlton, Manchester, Anh cho đến cuối thập niên 1950 khi họ thành lập The Rattlesnakes. Gia đình sau đó chuyển đến Redcliffe, ở Queensland, Úc trước khi đến sinh sống ở Đảo Cribb. Sau khi gặt hái những thành công thương mại đầu tiên tại Úc dưới cái tên Bee Gees với "Spicks and Specks", họ trở về Anh vào tháng 1 năm 1967, nơi nhà sản xuất Robert Stigwood bắt đầu giới thiệu họ đến với khán giả toàn cầu. Nhạc phim Saturday Night Fever (1977) của Bee Gees là bước ngoặt trong sự nghiệp của họ, với cả phim và nhạc phim đều có tác động văn hóa trên toàn thế giới, nâng cao sức hấp dẫn của disco. Họ đã giành được năm giải Grammy cho Saturday Night Fever, bao gồm cả Album của năm.
Bee Gees đã bán được hơn 120 triệu đĩa trên toàn thế giới (ước tính lên tới hơn 220 triệu), trở thành một trong những nghệ sĩ bán đĩa nhạc chạy nhất thế giới mọi thời đại. The Bee Gees được ghi danh vào Đại sảnh Danh vọng Rock and Roll vào năm 1997 với lời trích dẫn: "Chỉ có Elvis Presley, The Beatles, Michael Jackson, Garth Brooks và Paul McCartney mới có thể bán chạy hơn Bee Gees".
Sau sự ra đi đột ngột của Maurice vào tháng 1 năm 2003 ở độ tuổi 53, Barry và Robin đã chính thức giải thể nhóm nhạc sau 45 năm hoạt động. Năm 2009, Robin tuyên bố rằng ông và Barry đã quyết định rằng the Bee Gees sẽ chính thức tái hợp và biểu diễn trở lại. Robin mất vào tháng 5 năm 2012 sau một khoảng thời gian dài chống chọi với bệnh ung thư, để lại người anh cả Barry như là thành viên duy nhất trong đội hình cuối cùng của nhóm còn sống.

## Lịch sử

### Khởi đầu và thành công tại Úc

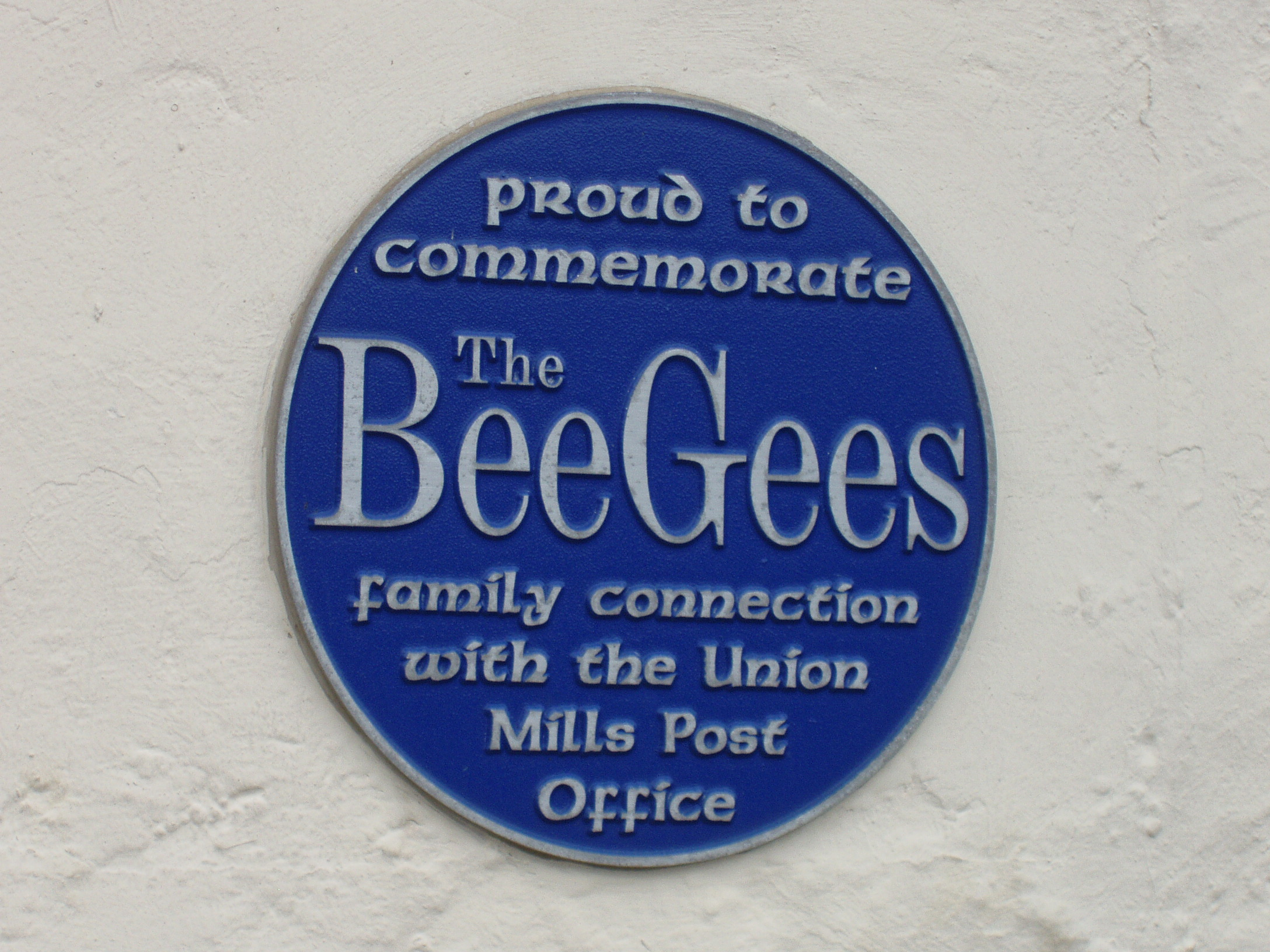
Biển lưu niệm Bee Gees tại ngã tư Maitland Terrace/Strang Road ở Union Mills, đảo Man

Anh em nhà Gibb được sinh ra trên đảo Man. Barry Alan Crompton Gibb sinh ngày 1 tháng 9 năm 1946, và 2 anh em sinh đôi Robin Hugh Gibb and Maurice Ernest Gibb ra đời ngày 22 tháng 12 năm 1949.
Cả gia đình quay trở lại Chorlton-cum-Hardy, Manchester, Anh - nơi ông bố Hugh Gibb đã từng lớn lên vào đầu những năm 1950. Ba chàng trai bắt đầu đi hát đồng ca lần đầu tiên tại một rạp chiếu bóng. Lúc đầu họ định hát nhép nhưng do Maurice đánh rơi mất đĩa hát trên đường đi, họ đã buộc phải tự hát và được người nghe hưởng ứng nồng nhiệt. Điều này đã cổ vũ ba anh em bắt đầu sự nghiệp ca hát của mình. Vào tháng 5 năm 1958, The Rattlesnakes tan rã khi Frost và Horrocks rời nhóm, do đó anh em Gibb sau đó thành lập các nhóm mới Wee Johnny Hayes và Blue Cats, với Barry đóng vai Johnny Hayes.
Năm 1958, gia đình Gibb, di cư tới Redcliffe, Brisbane, Queensland, Úc. Ba anh em nhà Gibb, với tuổi đời vẫn còn rất trẻ, bắt đầu trình diễn để xin tiền xu từ khách qua đường. Họ đổi tên ban nhạc của mình từ Rattlesnakes sang Wee Johnny Hayes & the Bluecats. Được lái xe Bill Goode giới thiệu với DJ đài phát thanh Bill Gates (không được nhầm lẫn với người sáng lập Microsoft) sau khi biểu diễn tại Rạp xiếc Speedway Brisbane, DJ này đã đổi tên của ban nhạc theo các chữ cái đầu của mình và Goode thành The BG's, và cuối cùng thành Bee Gees, chứ không phải là viết tắt của "Brother Gibbs" như hầu hết mọi người lầm tưởng.
Vào năm 1960, Bee Gees bắt đầu được mời tới các show truyền hình để hát bài "Time Is Passing By". Trong vài năm sau đó ban nhạc bắt đầu trình diễn đều đặn tại các khu nghỉ mát dọc bờ biển Queensland. Ngôi sao Úc Col Joye đã chú ý tới Barry Gibb vì khả năng sáng tác, và Joye đã giúp họ có được hợp đồng thu âm với Leedon Records, một chi nhánh của Festival Records trong năm 1963 với cái tên "Bee Gees." Ban nhạc ra 2-3 đĩa đơn mỗi năm, bên cạnh đó Barry còn viết một số bản nhạc cho các ca sĩ khác. Năm 1962, Bee Gees đã được chọn là ban nhạc hỗ trợ cho buổi hòa nhạc của Chubby Checker tại sân vận động Sydney.
Từ năm 1963 đến năm 1966, gia đình Gibb sống tại 171 Bunnerong Road, Maroubra, Sydney. (Robin Gibb thu âm ca khúc "Sydney", kể lại đời sống của ba anh em tại Sydney, ngay trước khi ông qua đời. Bài hát được phát hành trong album di cảo 50 St. Catherine's Drive. Ngôi nhà bị phá dỡ năm 2016.
Năm 1965, với sự thành công của bài hát "Wine and Women," Bee Gees đã phát hành đĩa LP đầu tiên Barry Gibb and the Bee Gees Sing and Play 14 Barry Gibb Songs. Tuy vậy, đến năm 1966 Festival Records đã muốn kết thúc hợp đồng của Bee Gees với Leedon Records vì ban nhạc vẫn chưa có thành công nào đáng kể. Ba anh em Gibbs gặp Nat Kipner, người vừa được bổ nhiệm làm quản lý của Spin Records, lúc đó là một công ty đĩa nhạc mới độc lập. Kipner đã trở thành người quản lý của nhóm trong một thời gian ngắn và thành công đàm phán chuyển nhượng nhóm sang Spin Records, để đổi lại Festival Records được quyền phân phối các đĩa nhạc của nhóm tại Australia. Qua Kipner Bee Gees đã gặp gỡ kỹ sư kiêm nhà sản xuất âm nhạc Ossie Byrne. Byrne đã cho phép ba anh em Gibb sử dụng không hạn chế St Clair Studio của mình trong một khoảng thời gian vài tháng vào giữa năm 1966. Bee Gees sau này thừa nhận việc này cho phép họ cải thiện kỹ năng thu âm. Trong suốt thời gian sản xuất này, họ thu một số lượng lớn các bản thu âm ban đầu, sau này trở thành bài hát nổi tiếng đầu tiên của họ, "Spicks and Specks" (trong đó Byrne chơi trumpet cho đoạn kết của bài) - cũng như các phiên bản hát lại của các bài hát nổi tiếng của các ban nhạc khác ở nước ngoài như The Beatles. Họ thường xuyên hợp tác với các nhạc sĩ khác ở cùng khu vực, trong đó có các thành viên của ban nhạc beat Steve & the Board với thủ lĩnh Steve Kipner, con trai tuổi teen của Nat Kipner.
Thất vọng vì chưa thành công tại Úc, cả gia đình nhà Gibb quyết định quay trở lại Anh vào cuối năm 1966. Ngay khi đang ở trên tàu biển tới Anh đầu năm 1967, họ được biết qua radio thông báo "Spicks and Specks", bài hát họ thu âm năm 1966, đã giành được giải đĩa đơn hay nhất của năm tại Úc do tạp chí âm nhạc Go-Set bình chọn.

### 1967-1969: Thành công tầm quốc tế và những năm tháng lưu diễn

#### Bee Gees' 1st, Horizontal và Idea

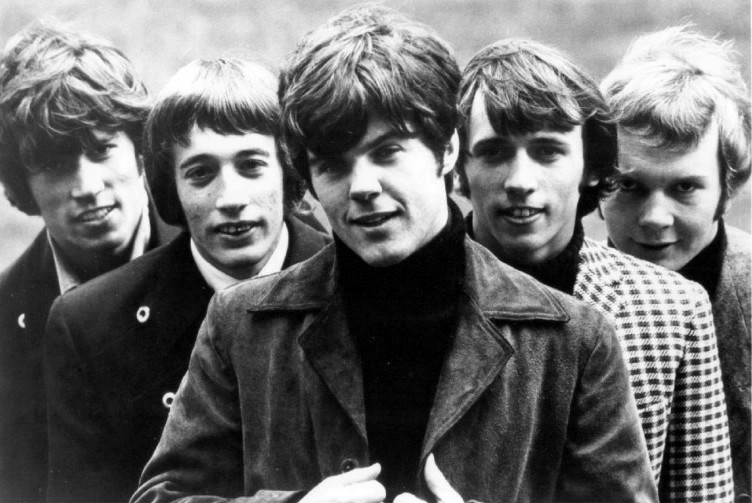
Bee Gees năm 1967 (trái sang phải: Barry Gibb, Robin Gibb, Vince Melouney, Maurice Gibb, Colin Petersen)

Trước khi lên tàu trở về Anh, Hugh Gibb đã gửi các bản thu âm thử đến Brian Epstein, một chuyên gia quảng bá và cũng là người quản lý ban nhạc The Beatles và giám đốc điều hành NEMS - một cửa hàng âm nhạc Anh. Brian Epstein đã gửi các bản thu âm này cho Robert Stigwood, một nhân viên mới gia nhập NEMS. Sau một buổi thử giọng với Stigwood vào tháng 2 năm 1967, Bee Gees đã ký một hợp đồng 5 năm, theo đó Polydor Records sẽ phát hành các đĩa nhạc của họ tại Anh và Atco Records phát hành ở Mỹ. Ban nhạc nhanh chóng bắt tay vào thực hiện album quốc tế đầu tiên của nhóm, và Stigwood phát động một chiến dịch quảng cáo cùng thời điểm phát hành album này.
Stigwood tuyên bố rằng Bee Gees là "Tài năng mới đáng kể nhất của năm 1967", khởi đầu việc so sánh Bee Gees với ban nhạc The Beatles. Trước khi ghi âm album đầu tiên ba anh em đã nhận thêm Colin Petersen và Vince Melouney vào ban nhạc. "New York Mining Disaster 1941", đĩa đơn thứ hai của họ tại Anh (đĩa đơn 45rpm đầu tiên của họ là bài "Spicks and Specks"), đã được gửi cho các đài phát thanh với chỉ tiêu đề bài hát mà không có tên ban nhạc, thay vào đó là một dòng trắng. Một số DJ ngay lập tức đoán đây là một đĩa đơn mới của The Beatles và lập tức phát bài hát này nhiều lần trong ngày. Điều này đã giúp ca khúc của Bee Gees leo lên top 20 ở cả Anh và Mỹ.
Ca khúc thứ hai của nhóm, "To Love Somebody", đã không cần đến mẹo quảng bá lần trước để lọt vào Top 20 tại thị trường Mỹ. Vốn là bài hát viết cho Otis Redding, "To Love Somebody" - một bản ballad đầy cảm xúc do Barry hát chính - đã trở thành một bài hát pop tiêu chuẩn và được nhiều nghệ sĩ hát lại như The Flying Burrito Brothers, Rod Stewart, Bonnie Tyler, Janis Joplin, The Animals, Gary Puckett and the Union Gap, Nina Simone, Jimmy Somerville, Billy Corgan và Michael Bolton. Một đĩa đơn khác, "Holiday", đã được phát hành tại Mỹ, cao nhất ở vị trí thứ 16 trên bảng xếp hạng. Album Bee Gees 1st - album quốc tế đầu tiên của ban nhạc - đứng thứ 7 ở Mỹ và thứ 8 ở Anh. Bill Shepherd được ghi công là người tuyển nhạc. Sau khi thu âm album trên, ban nhạc thu âm với BBC lần đầu tiên với 3 bài hát tại Nhà hát Playhouse, Northumberland Avenue, Luân Đôn, với Bill Bebb làm đạo diễn sản xuất. Lần trình diễn trên được bao gồm trong chương trình BBC Sessions: 1967–1973 (phát hành 2008). Sau khi phát hành album Bee Gees' 1st, ban nhạc lần đầu tiên được giới thiệu tại New York như "sự ngạc nhiên đến từ Anh quốc".
Vào thời điểm đó, ban nhạc đã xuất hiện lần đầu tiên trong chương trình truyền hình Anh Top of the Pops. Maurice nhớ lại:
Jimmy Savile đã xuất hiện ở đó và thật tuyệt vời khi chúng tôi đã nhìn thấy hình ảnh của anh trong cuốn sách câu lạc bộ fan hâm mộ The Beatles, vì vậy chúng tôi nghĩ rằng chúng tôi đã thực sự lên truyền hình! Chương trình đó có Lulu, chúng tôi, The Move, và The Rolling Stones hát bài 'Let's Spend the Night Together'. Thời đó chưa có khái niệm siêu sao nên bạn chỉ có thể xuất hiện tại chương trình đó.

Vào cuối năm 1967, họ bắt đầu thu âm cho album thứ hai, Horizontal. Ngày 21 tháng 12 năm 1967, tại buổi biểu diễn phát sóng trực tiếp từ Liverpool Anglican Cathedral, họ đã biểu diễn bài hát: "Thank You For Christmas" (đã được thu âm cho album thứ 2 này nhưng chỉ được phát hành vào năm 2008), "Silent Night" và "Hark! The Herald Angels Sing". Nhóm nhạc dân gian The Settlers cùng hát với nhóm trong chương trình này. Chương trình được đức cha Edward H. Patey, Giám mục nhà thờ đóng vai trò nhạc trưởng. Mười ngày sau, ban nhạc thu âm bài hát cuối năm mừng Giáng sinh How on Earth?
Vào tháng 1 năm 1968 ban nhạc có chuyến lưu diễn quảng bá tại Mỹ. Tiên đoán trước việc người hâm mộ có thể gây ùn tắc, Sở Cảnh sát thành phố Los Angeles đã bố trí lực lượng bảo vệ đặc biệt cho ban nhạc khi tới thành phố này. Sang tháng 2, album Horizontal tiếp tục thành công như album trước, với bài hát đứng đầu bảng xếp hạng tại Anh "Massachusetts" (xếp thứ 11 tại Mỹ), và bài "World", xếp hạng 7 tại Anh. Âm thanh của album Horizontal có âm hưởng "rock" nhiều hơn album đầu, với các bài hát "And the Sun Will Shine" và "Really and Sincerely" là các minh chứng rõ nét. Album này xếp hạng 12 tại Mỹ và hạng 16 tại Anh.
Nhằm quảng bá album mới, ban nhạc đã có lần xuất hiện đầu tiên của họ trên truyền hình Mỹ với The Smothers Brothers Show của đài CBS. Tommy Smothers lần đầu tiên gặp Bee Gees trên một chuyến đi đến Luân Đôn, và trở thành bạn bè đồng thời cũng là một fan hâm mộ của nhóm. Buổi tối hôm đó, Tommy mặc một chiếc áo mà Maurice đã mua cho ông tại The Beatles Apple Boutique. Với việc phát hành Horizontal, họ cũng bắt đầu một tour du lịch Scandinavien với buổi biểu diễn tại Copenhagen. Cùng thời gian đó, Bee Gees đã từ chối một đề nghị viết và thực hiện nhạc nền cho bộ phim Wonderwall, theo đạo diễn Joe Massot. Ngày 27 tháng 2 năm 1968, ban nhạc, được 17 nhạc công dàn nhạc dây Massachusetts phụ trợ, bắt đầu tour diễn đầu tiên của họ tại Đức với hai buổi biểu diễn tại Hamburg Musikhalle. Ban nhạc đã được Procol Harum (ca sĩ với một hit nổi tiếng "A Whiter Shade of Pale") hỗ trợ trong chuyến lưu diễn tại Đức của họ tháng 3 năm 1968. Bạn gái của Robin, Molly Hullis nhớ lại: "Người hâm mộ Đức còn cuồng nhiệt hơn cả những người hâm mộ ở Anh Quốc thời Beatlemania." Lịch lưu diễn đã đưa họ đến 11 địa điểm trong 11 ngày với 18 buổi hòa nhạc, kết thúc với một cú đúp chương trình tại Stadthalle, Braunschweig. Sau đó, cả nhóm đã đi đến Thụy Sĩ. Maurice kể lại:
Ngày 17 tháng 3 năm 1968, ban nhạc xuất hiện trên The Ed Sullivan Show với bài hát "Words". Các nghệ sĩ khác cũng có mặt trong chương trình đó là Lucille Ball, George Hamilton, và Fran Jeffries. Ngày 17 tháng 3 năm 1968, ban nhạc trình diễn tại Royal Albert Hall tại Luân Đôn.[23]

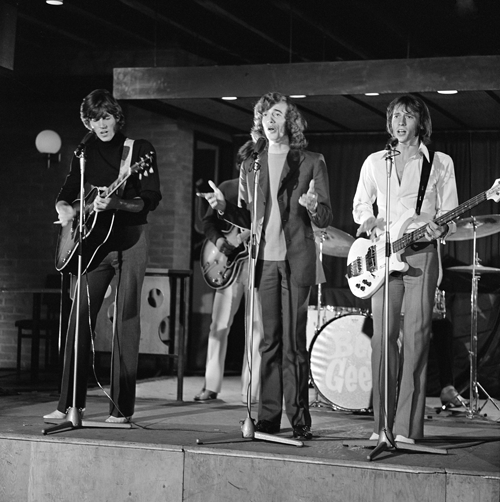
Bee Gees trình diễn trên đài truyền hình Twien của Hà Lan năm 1968

Hai đĩa đơn khác được phát hành sau đó vào đầu năm 1968, gồm bài ballad "Words" (xếp hạng 8 tại Anh, 15 tại Mỹ) và đĩa đơn kép 2 bài "Jumbo" và "The Singer Sang His Song". "Jumbo" là đĩa đơn kém nhất của Bee Gees tính đến thời điểm đó, chỉ xếp hạng 25 tại Anh và 57 tại Mỹ. Ban nhạc cho rằng bài "The Singer Sang His Song" là bài hát hay hơn, và khán giả Hà Lan cũng nghĩ như vậy khi xếp bài hát đứng thứ 3 trong bảng xếp hạng nước này. Các đĩa đơn tiếp theo: "I've Gotta Get a Message to You", bài hát tứ 2 đứng đầu bảng xếp hạng tại Anh (thứ 8 tại Mỹ) và "I Started a Joke" (xếp hạng 6 tại Mỹ), đều được đưa vào Idea, album thứ ba của nhóm. Idea xếp hạng 4 tại Anh và 17 tại Mỹ.
Sau chuyến lưu diễn và lần trình diễn trên truyền hình để quảng bá cho album, Vince Melouney rời ban nhạc với lý do anh muốn chơi nhạc với phong cách âm nhạc blues, nhiều hơn những gì anh em Gibbs đã sáng tác. Melouney đã đạt được một kỳ tích trong khi làm việc với Bee Gees - bài hát của anh "Such a Shame" (album Idea) là bài hát duy nhất trên tất cả các album Bee Gees không phải do anh em Gibb sáng tác. Nhóm cũng đã quay chương trình truyền hình trên BBC với Frankie Howerd gọi là Frankie Howerd Meets The Bee Gees, được Ray Galton và Alan Simpson viết kịch bản. Điều này đã cho nhóm cơ hội thể hiện kỹ năng hài hước của mình trong kịch bản với Howerd. Ban nhạc dự định bắt đầu một chuyến lưu diễn bảy tuần ở Mỹ vào ngày 2 tháng 8 năm 1968, nhưng vào ngày 27 tháng 7, Robin ngã bất tỉnh. Ông đã được nhận vào một nhà dưỡng lão Luân Đôn vì kiệt sức thần kinh và chuyến lưu diễn tại Mỹ đã bị hoãn lại. Ban nhạc bắt đầu thu âm album thứ sáu của họ và điều này dẫn đến việc ghi âm tại Atlantic Studios ở New York. Do bị ốm, Robin không có đóng góp nào, nhưng các thành viên khác của ban nhạc đều có các bản thu thử.

#### Odessa,Cucumber Castlevà tan vỡ

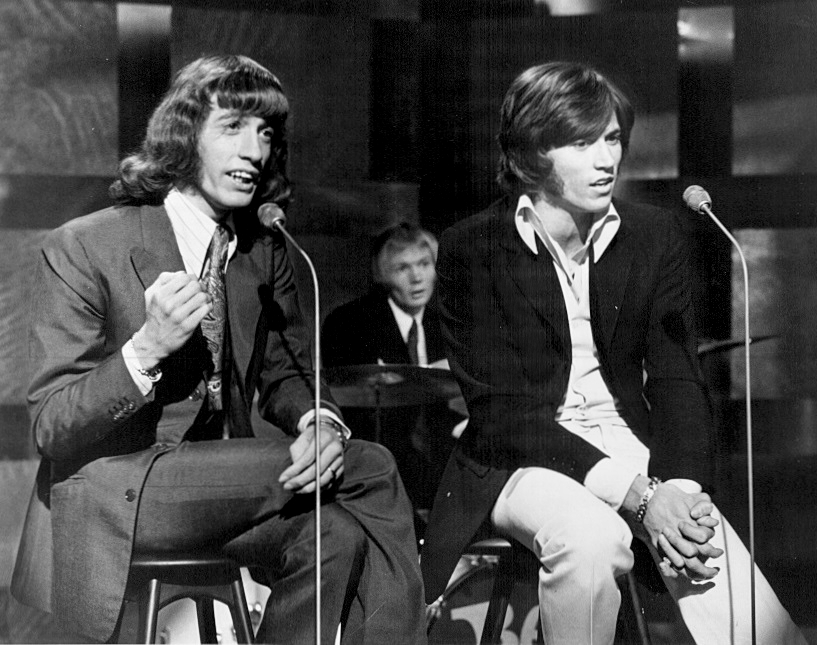
Ban nhạc Bee Gees trình diễn trong The Tom Jones Show vào đầu năm 1969, một trong những buổi diễn cuối cùng có Robin khi anh rời nhóm tháng 3 năm đó.

Đến năm 1969, sự sứt mẻ bắt đầu xuất hiện trong nhóm khi Robin cảm thấy Stigwood đã ủng hộ Barry hát chính.
Đầu năm 1969, Bee Gees thực hiện trình diễn trên các chương trình truyền hình Top of the Pops và The Tom Jones Show với các bài hát "I Started a Joke" và "First of May". Đây là một trong những màn trình diễn trực tiếp cuối cùng của Robin với ban nhạc.
Album tiếp theo của họ, đáng lẽ là một album khái niệm gọi là Masterpeace, phát triển thành các album đôi Odessa. Hầu hết các nhà phê bình nhạc rock cảm thấy đây là album tốt nhất của Bee Gees năm 1960 với hương vị progressive rock của nó lộ rõ trong bài hát cùng tên, bài nhạc đồng quê "Marley Purt Drive" và "Give Your Best", và những bản ballad như "Melody Fair" và "First of May"; (bài cuối trong danh sách trên là bài duy nhất của album trở thành một top hit nhỏ). Cho rằng bài hát "Lamplight" cần được xếp vào mặt A, Robin bỏ nhóm vào giữa năm 1969 và bắt đầu sự nghiệp solo của mình.
Album đầu tiên của các album tổng hợp của Bee Gees, Best of Bee Gees, đã được phát hành với single "Words" non-LP cộng với hit của ban nhạc khi ở Úc "Spicks and Specks". Single "Tomorrow Tomorrow" cũng đã được phát hành và là một hit vừa phải ở Anh, đạt vị trí cao nhất là 23, nhưng chỉ tới vị trí 54 ở bảng xếp hạng Mỹ. Album tổng hợp này lọt vào top ten ở cả Anh và Mỹ..
Trong khi Robin theo đuổi sự nghiệp solo của mình, Barry, Maurice, và Petersen tiếp tục ban nhạc Bee Gees thu âm album tiếp theo của họ, Cucumber Castle. Ban nhạc đã biểu diễn buổi đầu tiên mà không có Robin tại hộp đêm Talk of the Town. Họ đã tuyển mộ em gái Lesley vào nhóm tại thời điểm này. Cũng có một chương trình truyền hình đặc biệt quay cùng các album được phát sóng trên đài BBC vào năm 1971. Petersen chơi trống cho các bài hát thu âm trong album, nhưng đã bị sa thải khỏi nhóm sau khi việc quay phim bắt đầu (ông đã thành lập ban nhạc Humpy Bong với Jonathan Kelly). Các hình ảnh của Petersen đã được chỉnh sửa trong lần cắt gọt cuối cùng của bộ phim, và tay trống của Pentangle, Terry Cox, đã được tuyển dụng để hoàn thành việc thu âm các bài hát cho album.
Sau khi album được phát hành vào đầu năm 1970, có vẻ như ban nhạc Bee Gees đã đến hồi kết. Bài hát đơn duy nhất, "Do not Forget to Remember" là một hit lớn tại Anh đạt vị trí số 2, nhưng lại là một thất vọng ở Mỹ, chỉ đạt vị trí 73. Hai đĩa đơn tiếp theo, "I.O.I.O." và "If I Only Had My Mind on Something Else" chỉ vừa vặn lọt vào bảng xếp hạng. Ngày 1 tháng 12 năm 1969, Barry và Maurice chia tay nhau.
Maurice bắt đầu thu âm album solo đầu tiên của mình The Loner nhưng không được phát hành. Trong khi đó, Maurice phát hành đĩa đơn "Railroad", và đóng vai chính trong vở nhạc kịch ở West End Sing a Rude Song. Trong tháng 2 năm 1970 Barry ghi một album solo mà cũng không bao giờ thấy phát hành chính thức, mặc dù "I'll Kiss Your Memory" đã được phát hành như một đĩa đơn được phát hành kèm với bài "This Time" mà không được khán giả quan tâm.
Trong khi đó, Robin đã thành công ở châu Âu với hit xếp thứ 2 "Saved by the Bell" và album Robin's Reign.

### 1970–74: Sắp xếp lại

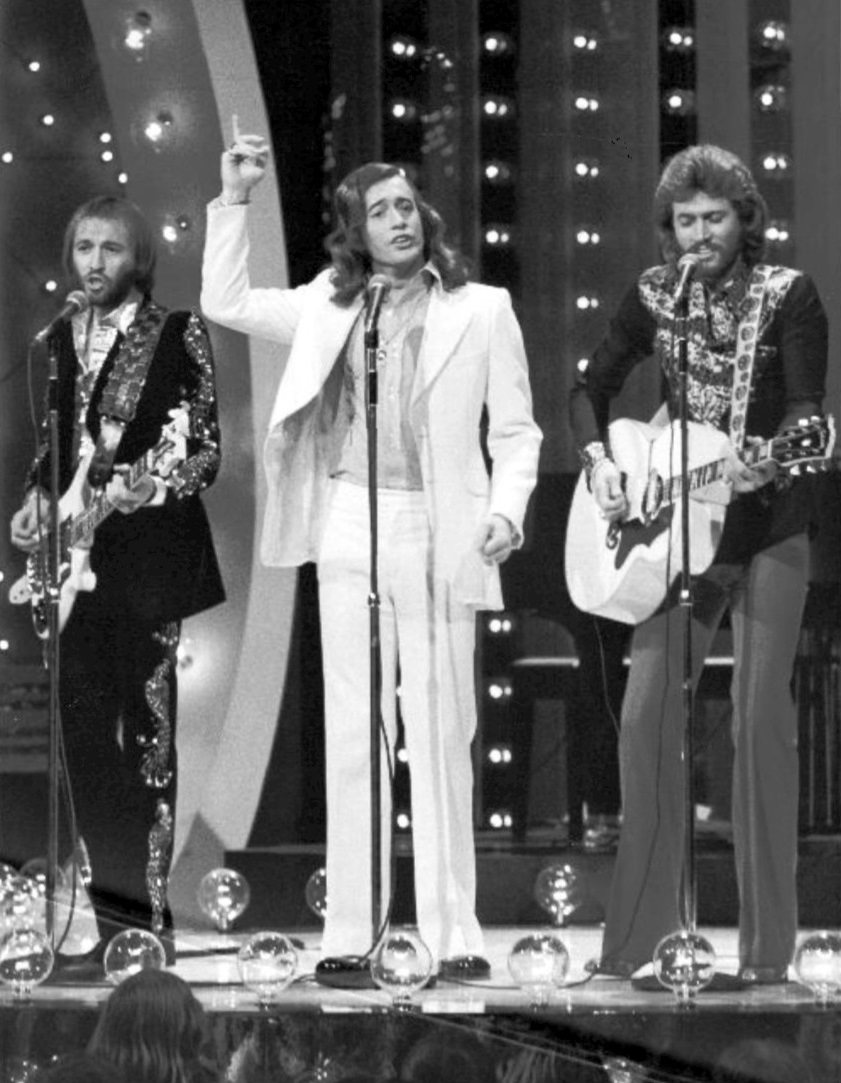
The Bee Gees trình diễn trong chương trình The Midnight Special năm 1973

Vào mùa hè năm 1970, theo Barry "Robin gọi cho tôi khi tôi đang đi nghỉ mát ở Tây Ban Nha và [nói] "Hãy làm lại một lần nữa'". Đến ngày 21 tháng 8 năm 1970, sau khi họ quay trở lại với nhau một lần nữa, Barry đã thông báo rằng Bee Gees "đã tái hợp và sẽ không bao giờ chia cách nữa". Maurice nói "Chúng tôi đã thảo luận và quyết định tái hợp. Chúng tôi muốn xin lỗi Robin công khai vì những gì chúng tôi đã nói." Trước đó vào tháng 6 năm 1970, Robin và Maurice ghi âm hàng loạt bài hát trước khi Barry tham gia và góp thêm hai bài hát đưa vào album tái hợp của họ. Khoảng thời gian này, Barry và Robin chuẩn bị xuất bản cuốn sách On the Other Hand. Ba anh em cũng tuyển dụng Geoff Bridgford như tay trống chính thức của nhóm; Bridgford từng làm việc với các ban nhạc The Groove, Tin Tin và chơi trống trong album solo đầu tiên chưa được phát hành của Maurice.
2 Years On được phát hành vào tháng 10 tại Mỹ và tháng 11 tại Anh vào năm 1970. Ca khúc đứng đầu "Lonely Days" của album này đạt vị trí thứ 3 tại Mỹ và được quảng bá trên các chương trình truyền hình The Johnny Cash Show, Johnny Carson's Tonight Show, The Andy Williams Show, The Dick Cavett Show và The Ed Sullivan Show.
Album thứ chín của ban nhạc, Trafalgar, được phát hành vào cuối năm 1971. Đĩa đơn "How Can You Mend a Broken Heart" là bài hát đầu tiên của nhóm đứng thứ 1 trên bảng xếp hạng của Mỹ, trong khi "Israel" chiếm vị trí thứ 22 tại Hà Lan. "How Can You Mend a Broken Heart" cũng giúp Bee Gees có được đề cử Giải Grammy đầu tiên cho Giải Grammy cho Trình diễn Song ca/ Nhóm nhạc Giọng Pop xuất sắc nhất. Cuối năm đó, các bài hát của nhóm được đưa vào soundtrack cho bộ phim Melody.
Năm 1972, đĩa đơn "My World" của ban nhạc đạt vị trí 16 tại Mỹ, được phát hành kèm với bài hát "On Time" của Maurice. Đĩa đơn khác cùng năm 1972, "Run To Me" từ LP "To Whom It May Concern" đã đưa ban nhạc vào top 10 của Vương quốc Anh lần đầu tiên trong ba năm. Ngày 24 tháng 11 năm 1972, ban nhạc mở màn liên hoan "Woodstock of the West" tại Coliseum Los Angeles (một lời đáp lại Woodstock New York, Eastern United States), với các ban nhạc và ca sĩ Sly & The Family Stone, Stevie Wonder và the Eagles. Cũng trong năm 1972, nhóm cùng hát bài "Hey Jude" với Wilson Pickett.
Tuy nhiên, đến năm 1973 Bee Gees đã đi vào ngõ cụt. Album Life in a Tin Can đã được phát hành vào ngày thành lập RSO Records của Robert Stigwood. Bài hát đầu tiên của album này, "Saw a New Morning", không bán được nhiều với vị trí cao nhất là 94 trên bảng xếp hạng. Tiếp theo là một album chưa phát hành (A Kick in the Head Is Worth Eight in the Pants). Một album tổng hợp, Best of Bee Gees, Volume 2 đã được phát hành vào năm 1973 mặc dù nó đã không lặp lại được thành công của Volume 1. Ngày 6 tháng 4 năm 1973 trên chương trình truyền hình The Midnight Special ban nhạc đã biểu diễn bài hát "Money (That's What I Want)" với Jerry Lee Lewis.. Cũng trong năm 1973, họ đã được Chuck Berry mời biểu diễn cùng trên sân khấu The Midnight Special với bài hát "Johnny B. Goode" và bài "Reelin' and Rockin".
Sau một tour diễn tại Hoa Kỳ vào đầu năm 1974, nhóm đã phải đến các câu lạc bộ nhỏ để biểu diễn. Barry đã đùa, "Chúng tôi tệ đến nỗi đã phải đến chơi nhạc ở câu lạc bộ ca múa tạp kỹ Batley ở Leeds đấy".
Theo lời khuyên của Ahmet Ertegun, người giám đốc Atlantic Records, Stigwood bố trí cho nhóm ghi âm cùng với Arif Mardin, nhà sản xuất âm nhạc soul nổi tiếng. LP kết quả, Mr. Natural, bao gồm ít ballad hơn và là điềm báo trước của việc chuyển hướng sang R&B trong phần thời gian còn lại của ban nhạc.
Nhưng khi LP trên cũng không thu hút nhiều sự quan tâm, Mardin khuyến khích họ làm việc theo phong cách âm nhạc soul. Ba anh em đã cố gắng để tạo ra một ban nhạc sống có thể tái tạo âm thanh phòng thu của họ. Guitar chính Alan Kendall đã tới vào năm 1971, nhưng không có nhiều việc để làm cho đến album Mr. Natural. Trong album đó, họ thêm tay trống Dennis Bryon, và sau đó họ đã thêm tay chơi keyboard cũ của Strawbs Blue Weaver, và những người này tạo thành đội hình của ban nhạc Bee Gees trong suốt thập niên 70. Maurice trước đây chơi hàng loạt các nhạc cụ như piano, guitar, harpsichord, piano điện, organ, mellotron và guitar bass, cũng như mandolin và Moog synthesizer, bây giờ chỉ chơi guitar bass khi trình diễn.

### 1975–79: Chuyển sang nhạc disco

#### Main CoursevàChildren of the World
Với gợi ý của Eric Clapton, ba anh em tới Miami, Florida đầu năm 1975 để thu âm. Sau khi bắt đầu sáng tác, họ nghe theo sự thúc giục của Mardin & Stigwood và bắt đầu sáng tác các bài hát disco dùng để nhảy, bao gồm "Jive Talkin'" - bài hát thứ 2 đứng đầu bảng xếp hạng Mỹ, cùng với bài hát xếp thứ 7 trên bảng xếp hạng "Nights on Broadway". Ban nhạc tỏ ra thích thú với âm thanh mới này. Lần này công chúng cũng đồng quan điểm khi liên tục đánh giá cao LP Main Course và đưa album lên top. Album này cũng đánh dấu những bài hát đầu tiên của Bee Gees có giọng falsetto của Barry, sau này đã trở thành một thương hiệu của ban nhạc. Đây cũng là album đầu tiên của Bee Gees có hai bài hát trong top 10 của bảng xếp hạng Mỹ kể từ năm 1968 với album Idea. Main Course cũng là album R&B đầu tiên của nhóm có mặt trong bảng xếp hạng.
Ban nhạc đã trình diễn trên chương trình truyền hình The Midnight Special năm 1975 để quảng bá Main Course với bài "To Love Somebody", hát cùng với Helen Reddy. Cùng thời gian này Bee Gees đã thu ba bản hát lại của Beatles —"Golden Slumbers/Carry That Weight", "She Came in Through the Bathroom Window" với Barry hát chính, "Sun King" với Maurice hát chính, cho bộ phim tài liệu âm nhạc All This and World War II.
Album tiếp theo, Children of the World phát hành vào tháng 9 năm 1976 đã kết hợp giọng falsetto mới khám phá của Barry và các đoạn phô diễn guitar nhạc disco của Weaver. Mardin không có mặt để chịu trách nhiệm sản xuất, do đó, Bee Gees đã giao việc sản xuất cho Albhy Galuten và Karl Richardson, người từng làm việc với Mardin trong quá trình sản xuất album Main Course. Đội ngũ sản xuất này đi cùng Bee Gees suốt phần còn lại của thập kỷ 1970.
Đĩa đơn đầu tiên trong album là "You Should Be Dancing" (có tính năng nhạc cụ bộ gõ của nhạc sĩ Stephen Stills). Bài hát đã đưa Bee Gees đến một mức độ thành công mà họ chưa từng đạt được ở Mỹ, mặc dù âm thanh R&B/disco mới của họ không phổ biến với một số fan hâm mộ lâu năm. Ca khúc ballad "Love So Right" đạt vị trí thứ 3 ở Mỹ, và "Boogie Child" đã đạt vị trí 12 tại Mỹ trong tháng 1 năm 1977. Album đạt vị trí thứ 8 ở Mỹ.
Album tổng hợp Bee Gees Gold được phát hành vào tháng 11, chứa các hit của nhóm từ năm 1967-1972.

#### Saturday Night FevervàSpirits Having Flown
Sau album live thành công, Here at Last... Bee Gees... Live, Bee Gees đồng ý với Stigwood tham gia sáng tác nhạc phim Saturday Night Fever. Đó sẽ là bước ngoặt trong sự nghiệp của họ. Tác động văn hoá của cả bộ phim và nhạc nền mang tính động đất trên khắp thế giới, kéo dài sự hấp dẫn chủ đạo của dòng nhạc disco.
Sự tham gia của ban nhạc trong phim đã không bắt đầu cho đến giai đoạn hậu sản xuất. Như John Travolta đã khẳng định, "Bee Gees thậm chí không tham gia vào bộ phim ngay từ đầu... Tôi đã nhảy với nhạc của Stevie Wonder và Boz Scaggs." Nhà sản xuất Robert Stigwood đã ủy nhiệm cho Bee Gees để tạo ra các bài hát cho phim. Ba anh em đã viết các bài hát "hầu như trong một tuần cuối tuần" tại phòng thu Château d'Hérouville ở Pháp. Barry Gibb nhớ lại phản ứng khi Stigwood và giám sát âm nhạc Bill Oakes đến và nghe các bản demo:
Họ ồ lên và nói rằng chúng rất tuyệt vời. Chúng tôi vẫn không có khái niệm về bộ phim, ngoại trừ một số kịch bản thô mà họ mang theo... Bạn phải nhớ, ban nhạc của chúng tôi đã chết trong nước vào thời điểm đó, năm 1975, khoảng đó - Âm thanh của Bee Gees lúc đó cơ bản là rất mệt mỏi. Chúng tôi cần cái gì đó mới. Chúng tôi đã không có một đĩa đơn nào trong khoảng ba năm. Vì vậy, chúng tôi cảm thấy, Lạy chúa, đã quá đủ rồi. Đó là khoảng thời gian khó khăn của chúng tôi, giống như hầu hết các nhóm nhạc vào cuối những năm 60. Vì vậy, chúng tôi đã phải đi tìm một cái gì đó. Chúng tôi không biết điều gì sẽ xảy ra.

Bill Oakes, người giám sát nhạc phim, khẳng định rằng Saturday Night Fever không đóng vai trò bắt đầu cơn sốt disco, mà là kéo dài phong trào: "Disco lúc đó đã thoái trào. Bây giờ thì Fever được cho là đã thúc đẩy cả phong trào disco - điều đó thực sự là sai. Sự thật là nó đã thổi một sức sống mới vào một thể loại nhạc đang chết dần."
Ba đĩa đơn của Bee Gees - How Deep Is Your Love (hạng 1 tại Mỹ, hạng 3 tại Anh), Stayin' Alive (hạng 1 tại Mỹ, hạng 4 tại Anh) và Night Fever (hạng 1 tại Mỹ và Anh) - được xếp hạng cao ở nhiều quốc gia trên thế giới, và đã khởi đầu giai đoạn phổ biến nhất của kỷ nguyên disco. Họ cũng đã sáng tác ca khúc If I Can't Have You trở thành hit số 1 của Mỹ do Yvonne Elliman trình bày, trong khi phiên bản của Bee Gees là B-Side của Stayin' Alive. Saturday Night Fever đến nỗi hai phiên bản khác nhau của bài hát More Than a Woman đều được lên sóng, một của Bee Gees, được xếp vào album, và một bài khác của Tavares, trở thành bài hát hit.
Vào thời điểm đó, âm thanh của anh em Gibb có mặt ở mọi nơi. Trong suốt thời gian chín tháng bắt đầu vào mùa Giáng sinh năm 1977, ba anh em viết 7 bài hát đạt vị trí quán quân trên bảng xếp hạng của Hoa Kỳ trong 27 tuần của 37 tuần liên tiếp: gồm ba bài phát hành riêng của họ, hai bài cho Andy Gibb, đĩa đơn của Yvonne Elliman, và Grease do Frankie Valli biểu diễn.
Được thúc đẩy bởi sự thành công của bộ phim, album nhạc nền đã phá vỡ nhiều kỷ lục ngành công nghiệp, trở thành album bán chạy nhất trong lịch sử thu âm tính đến thời điểm đó. Với hơn 40 triệu bản được bán, Saturday Night Fever là một trong năm album bán chạy nhất của lịch sử nền âm nhạc. Tính đến năm 2010, nó là album bán chạy thứ 4 trên toàn thế giới.
Tháng 3 năm 1978, Bee Gees giữ hai vị trí hàng đầu trên bảng xếp hạng Mỹ với "Night Fever" và "Stayin 'Alive", lần đầu tiên kể từ khi ban nhạc Beatles thực hiện được điều này. Trên bảng xếp hạng Billboard Hot 100 của Hoa Kỳ vào ngày 25 tháng 3 năm 1978, năm bài hát do anh em Gibbs viết được đứng đầu top 10 cùng một lúc: "Night Fever", "Stayin 'Alive", "If I Can't Have You" "Emotion", và "Love is Thicker Than Water". Sự thống trị bảng xếp hạng như vậy là lần đầu lặp lại kể từ tháng 4 năm 1964, khi Beatles có tất cả năm bài hát trong số 5 đĩa đơn hàng đầu của Mỹ. Barry Gibb trở thành nhà soạn nhạc duy nhất có bốn hit liên tiếp số một tại Mỹ, phá vỡ kỷ lục của John Lennon và Paul McCartney năm 1964. Những bài hát này là "Stayin 'Alive", "Love is Thicker Than Water", "Night Fever" và "If I Can't Have You".
Bee Gees thắng 5 giải Grammy cho album Saturday Night Fever trong vòng 2 năm: Album của năm, Nhà sản xuất của năm (với Albhy Galuten và Karl Richardson), hai giải cho Trình diễn song ca hoặc nhóm nhạc giọng pop xuất sắc nhất (một giải của năm 1978 cho "How Deep Is Your Love" và một giải năm 1979 cho "Stayin' Alive"), và Hòa âm tốt nhất cho hai hay nhiều giọng cho bài "Stayin' Alive".
Trong thời gian này, Barry và Robin cũng đã viết bài "Emotion" cho một người bạn cũ, ca sĩ người Úc Samantha Sang, và bài hát này cũng vào Top 10, với Bee Gees hát nền. Barry cũng đã viết bài hát chủ đề cho phiên bản điện ảnh của vở nhạc kịch Broadway Grease để Frankie Valli trình diễn, và bài hát này đã lên đứng vị trí số 1.
Em trai của anh em nhà Bee Gees, Andy Gibb đã theo các anh của mình bước vào sự nghiệp âm nhạc và đã đạt được thành công đáng kể. Ba bài hát đơn đầu tiên của Andy Gibb do Barry sản xuất đều đã vào top bảng xếp hạng Mỹ.
Ban nhạc Bee Gees cùng đóng với Peter Frampton trong bộ phim Sgt. Pepper's Lonely Hearts Club Band (1978) của Robert Stigwood, lấy cảm hứng nhẹ nhàng từ album năm 1967 của The Beatles. Bộ phim đã được quảng bá mạnh mẽ trước khi phát hành và dự kiến sẽ có được thành công thương mại tuyệt vời. Tuy nhiên, những chuyên gia điểm phim đã đánh giá nó như là một đống hỗn loạn rời rạc và bộ phim bị công chúng bỏ qua. Mặc dù một số bài hát của họ được xếp hạng, nhạc phim này cũng là một sự thất bại tồi tệ. Đĩa đơn "Oh! Darling", do Robin Gibb thực hiện đạt vị trí 15 tại Mỹ.
Album tiếp theo của ban nhạc sau album Saturday Night Fever có tên là Spirits Having Flown. Album đã có thêm 3 bài hát top: "Too Much Heaven" (xếp hạng 1 tại Mỹ, xếp hạng 3 tại Anh), "Tragedy" (xếp hạng 1 tại Mỹ và tại Anh), and "Love You Inside Out" (xếp hạng 1 tại Mỹ). Điều này đã mang lại cho ban nhạc sáu đĩa đơn liên tiếp số 1 ở Mỹ trong vòng một năm rưỡi, bằng với The Beatles và sau này chỉ bị Whitney Houston vượt qua.
Vào tháng 1 năm 1979, Bee Gees biểu diễn "Too Much Heaven" như là một đóng góp của họ cho Buổi hòa nhạc cho UNICEF tại Đại Hội đồng Liên Hợp Quốc, một buổi diễn từ thiện do Bee Gees, Robert Stigwood, and David Frost tổ chức cho UNICEF và được truyền hình toàn cầu. Ba anh em đã hiến tặng tiền bản quyền của bài hát cho từ thiện. Cho đến năm 2007, bài hát này đã kiếm được hơn 11 triệu đô la Mỹ cho UNICEF.
Vào mùa hè năm 1979, Bee Gees bắt tay vào chuyến lưu diễn lớn nhất của họ bao gồm Hoa Kỳ và Canada. Chuyến lưu diễn Spirits Having Flown đã tận dụng được cơn sốt Bee Gees trên khắp Hoa Kỳ, với các buổi hòa nhạc đã bán hết vé ở 38 thành phố. Bee Gees đã sản xuất một video cho ca khúc chủ đề "Too Much Heaven", do nhà làm phim Martin Pitts đạo diễn và Charles Allen sản xuất. Với video này, Pitts và Allen bắt đầu mối quan hệ lâu dài với ba anh em.
Bee Gees thậm chí còn có một bài hát đồng quê đứng top vào năm 1979 với bài "Rest Your Love on Me", mặt trái của hit pop của họ "Too Much Heaven", xếp hạng Top 40 trên bảng xếp hạng nhạc đồng quê. Nó cũng là một hit năm 1981 cho Conway Twitty đứng đầu bảng xếp hạng nhạc đồng quê.
Sự thành công rực rỡ của Bee Gees lên và xuống cùng với bong bóng disco. Vào cuối năm 1979, sự phổ biến của disco đã giảm nhanh chóng, và sự phản đối dữ dội đối với nhạc disco đã đẩy sự nghiệp âm nhạc tại Mỹ của Bee Gees vào suy thoái. Các đài phát thanh trên khắp nước Mỹ bắt đầu quảng bá "Chương trình cuối tuần không có nhạc Bee Gees". Sau chuỗi thành công đặc biệt của họ từ năm 1975 đến năm 1979, ban nhạc chỉ có duy nhất 1 đĩa đơn top 10 ở Mỹ, và không có bài hát top 10 nào nữa mãi cho đến năm 1989.
Barry Gibb coi sự thành công của nhạc phim Saturday Night Fever vừa là may mắn vừa là đen đủi:
Fever là số 1 mỗi tuần... Nó không chỉ đơn thuần là một album hit. Nó đứng số 1 trong 25 tuần liền. Đó là một thời gian tuyệt vời, điên loạn và phi thường. Tôi nhớ tôi đã không thể trả lời điện thoại, và tôi nhớ có người đã trèo qua cả tường nhà tôi. Tôi đã rất biết ơn khi thời gian đó dừng lại. Nó quá ảo. Trong thời gian dài, cuộc sống của bạn sẽ tốt hơn nếu chuyện đó không xảy ra liên tục. Dù sao thì nó cũng thật tuyệt vời.

### 1980-1986: Các dự án bên ngoài, sự rối loạn của ban nhạc, nỗ lực hát đơn và suy giảm
Robin đồng sản xuất với Jimmy Ruffin cho ra album Sunrise phát hành tháng 5 năm 1980, thời gian dự án bắt đầu kể từ năm 1979; với những bài hát được anh em nhà Gibb viết.
Trong tháng 3 năm 1980, Barry Gibb phối hợp với Barbra Streisand để thực hiện album Guilty của Barbra. Ông đồng sản xuất, và viết hay đồng sáng tác tất cả chín bài hát của album (bốn trong số đó do Robin viết, và bài hát chủ đề viết cùng với Robin và Maurice). Barry cũng xuất hiện trên bìa album với Streisand và song ca với Streisand hai bài hát. Album đạt vị trí số 1 ở cả Mỹ và Anh, cũng như đĩa đơn "Woman in Love" (do Barry và Robin sáng tác), đã trở thành album và bài hát thành công nhất của Streisand cho đến nay. Cả hai bài song ca của Streisand / Gibb, "Guilty" và "What Kind of Fool", đều vào Top 10 bài hát tại Mỹ.
Tháng 10, Bee Gees tập hợp lại để thu âm những bài hát sẽ được đưa album sắp tới của họ, nhưng dự án không được tiếp tục. Weaver và Kendall (người quay lại vào năm 1987), và Bryon rời khỏi ban nhạc. Các anh em sau đó đã tuyển dụng một số nhạc sĩ phòng thu.
Năm 1981, Bee Gees phát hành album Living Eyes, album cuối cùng phát hành album đầy đủ của họ với hãng đĩa RSO. Album này là đĩa CD đầu tiên được phát ở nơi công cộng, khi nó được phát cho người xem chương trình BBC Tomorrow's World. Với việc nhạc disco vẫn đang bị phản đối mạnh mẽ vào thời điểm đó, album đã không thể lọt vào Top 40 tại cả Anh và Mỹ, chấm dứt kỷ lục luôn có trong Top 40 của ban nhạc, bắt đầu vào năm 1975 với "Jive Talkin'". Hai đĩa đơn trong album có kết quả tốt hơn chút ít - "He's a Liar" vào Top 30 ở Mỹ, và "Living Eyes", vào Top 45.
Năm 1982, Dionne Warwick có một đĩa đơn xếp thứ 2 tại Anh và xếp đầu bảng nhạc đương đại cho người lớn, "Heartbreaker", lấy từ album cùng tên với nội dung chủ yếu do Bee Gees sáng tác và Barry Gibb đồng sản xuất. Album trên đạt vị trí thứ 3 tại Anh và top 30 tại Mỹ, và được chứng nhận album Vàng tại Mỹ.
Một năm sau đó, Dolly Parton và Kenny Rogers thu âm bài hát do Bee Gees sáng tác "Islands in the Stream", sau đó trở thành bài hát đứng số 1 tại Mỹ vào top 10 tại Anh. Album năm 1983 của Rogers, Eyes That See in the Dark, do Bee Gees viết toàn bộ và được Barry đồng sản xuất. Album đạt vị trí Top 10 tại Mỹ và được chứng nhận Double Platinum.
Bee Gees đã thành công hơn với nhạc nền cho bộ phim Staying Alive năm 1983, phần tiếp theo của bộ phim Saturday Night Fever. Album nhạc phim được chứng nhận Platinum tại Mỹ, bao gồm bài hát Top 30 hit "The Woman in You".
Cùng năm 1983, Ban nhạc bị nhà soạn nhạc người Chicago, Ronald Selle, kiện với tuyên bố ba anh em đã lấy phần giai điệu từ một trong những bài hát của Selle, "Let It End", và sử dụng nó trong bài "How Deep Is Your Love". Tòa sơ thẩm xử Bee Gees thua kiện; một bồi thẩm đoàn nói rằng một nhân tố trong quyết định của bồi thẩm đoàn là việc anh em Gibbs không đưa ra được lời khai của chuyên gia về việc bác bỏ lời khai của chuyên gia nguyên đơn rằng "không thể" có hai bài hát được viết một cách độc lập giống nhau như thế. Tuy nhiên, bản án đã bị đảo ngược trong phiên phúc thẩm vài tháng sau đó.
Trong tháng 8 năm 1983, Barry đã ký một thỏa thuận với MCA Records và dành nhiều thời gian cuối năm 1983 và năm 1984 viết bài hát cho album solo đầu tiên, Now Voyager. Robin phát hành 3 album solo trong những năm 80: How Old Are You?, Secret Agent, và Walls Have Eyes. Và Maurice phát hành đĩa đơn thứ hai của anh, "Hold Her in Your Hand", lần đầu tiên kể từ năm 1970.
Trong năm 1985, Diana Ross phát hành album Eaten Alive, được Bee Gees sáng tác, với đĩa đơn cùng tên đồng sáng tác với Michael Jackson (cùng hát trong album). Album một lần nữa được Barry sản xuất, và đĩa đơn "Chain Reaction" đã đem đến cho Ross một bài hát đứng đầu bảng xếp hạng tại Anh và Úc.

### 1987-1999: Nổi tiếng trở lại
Album E. S. P. của Bee Gees phát hành năm 1987 đã bán được hơn 3 triệu bản. Đó là album đầu tiên trong sáu năm, và là album đầu tiên của họ với Warner Bros. Records. Đĩa đơn "You Win Again" đã đạt vị trí số 1 ở nhiều quốc gia, bao gồm cả Anh, điều này đã khiến Bee Gees trở thành nhóm nhạc đầu tiên có ca khúc đứng số 1 trong cả ba thập kỷ: những năm 1960, 1970, và 1980. Đĩa đơn này là một sự thất vọng tại Hoa Kỳ, chỉ đạt vị trí 75, và Bee Gees bày tỏ sự thất vọng của khi các đài phát thanh tại Mỹ không chơi đĩa đơn mới của họ, và thiếu sót này đã dẫn đến doanh số kém cỏi của album này tại Hoa Kỳ. Bài hát này đã giúp Bee Gees giành giải Ivor Novello cho Bài hát hay nhất, và trong tháng 2 năm 1988 ban nhạc nhận được một đề cử giải Brit cho Ban nhạc Anh hay nhất.
Vào ngày 10 tháng 5 năm 1988, người em trai Andy Gibb qua đời ở tuổi 30, do bệnh viêm cơ tim do nhiễm virus. Ba anh em thừa nhận rằng tiền sử dùng ma túy và rượu của Andy có thể làm cho tim dễ bị bệnh hơn. Ngay trước khi Andy chết, ba anh em đã quyết định rằng Andy sẽ tham gia nhóm, để số thành viên tăng lên thành 4. Thay vào đó, Bee Gees cùng với Eric Clapton thành lập một nhóm gọi là The Bunburys để quyên góp tiền cho các tổ chức từ thiện tiếng Anh. Nhóm đã thu âm 3 bài hát cho The Bunbury Tails: "Chúng tôi là Bunburys", "Bunbury Afternoon", và "Fight (No Matter How Long)". Bài hát cuối cùng đạt vị trí thứ 8 trên bảng xếp hạng âm nhạc rock và xuất hiện trên The Olympiad Summer 1988 Album. Album sau đó của Bee Gees, One (năm 1989), có một bài hát dành riêng cho Andy, "Wish You Were Here". Album cũng có đĩa đơn lọt vào Top 10 tại Mỹ đầu tiên của họ (với vị trí số 7) trong một thập kỷ, "One" (Top 1 các bài hát đương đại cho người lớn). Sau khi phát hành album này, ban nhạc đã thực hiện tour trình diễn trên toàn thế giới sau 10 năm.
Năm 1990, Polydor Records phát hành hộp đĩa Tales from the Brothers Gibb: A History in Song trong đó có tất cả đĩa đơn (trừ đĩa đơn năm 1981 "Living Eyes"), các đĩa hiếm mặt B, các bài hát solo chưa phát hành và các video thu biểu diễn trực tiếp. Rất nhiều bài hát mới có âm thanh nổi hỗn hợp mới của Bill Inglot, và một số bài hát mới đã tung ra CD đầu tiên. Tại thời điểm nó được phát hành, Tales  là một trong những hộp đĩa tổng hợp đầu tiên trong kinh doanh âm nhạc, và là một vinh dự cho nhóm nào có hộp đĩa tổng hợp như vậy.
Tại Anh, Polydor phát hành một album sưu tập các bài hát hit của ban nhạc trích từ Tales với tên gọi là The Very Best of the Bee Gees, trong đó có các bài hát hit nhất tại Anh. Album này trở thành một album bán chạy nhất ở đất nước Anh, cuối cùng đã được chứng nhận Triple Platinum.

Bee Gees tại Los Angeles vào năm 1992

Sau album tiếp theo, High Civilization trong năm 1991, trong đó có bài hát top 5 tại Anh, "Secret Love", Bee Gees bắt đầu một chuyến lưu diễn châu Âu. Sau lưu diễn, Barry Gibb bắt đầu phải chiến đấu với bệnh đau lưng, cần phải phẫu thuật. Ngoài ra, ông đã bị viêm khớp, tại một thời điểm nghiêm trọng đến nỗi khiến ông không thể chơi guitar lâu dài. Cũng trong những năm 1990, Maurice Gibb cuối cùng đã tìm thuốc chữa cho bệnh nghiện rượu của mình, căn bệnh mà ông đã chiến đấu nhiều năm với sự giúp đỡ của Alcoholics Anonymous.
Vào năm 1993, ban nhạc quay trở về với Polydor và phát hành album Size Isn't Everything, trong đó có bài hát vào top 5 tại Anh, "For Whom the Bell Tolls". Ban nhạc vẫn không thành công tại Mỹ, với đĩa đơn đầu tiên duy nhất phát hành tại Mỹ, "Paying the Price of Love", chỉ leo đến vị trí 74 trên Billboard Hot 100, trong khi album chứa nó chỉ leo đến vị trí 153.
Trong năm 1997, họ phát hành những album Still Waters bán được hơn bốn triệu bản và đạt vị trí thứ 2 tại Anh (vị trí album cao nhất của họ kể từ năm 1979) thứ 11 tại Mỹ. Đĩa đơn đầu tiên của album, "Alone", đạt vị trí top 5 tại Anh và top 30 tại Mỹ. Still Waters trở thành album thành công nhất của ban nhạc phát hành tại Mỹ trong giai đoạn hậu RSO records.
Vào năm 1997 tại giải BRIT tổ chức ở Earls Court, Luân Đôn vào ngày 24 tháng 2, Bee Gees nhận được giải thưởng Cống hiến nổi bật cho âm nhạc. Ngày 14 tháng 11 năm 1997, Bee Gees thực hiện một buổi hòa nhạc sống ở Las Vegas, với tên là One Night Only. Chương trình có một bài hát "Our Love (Don't Throw It All Away)" được trình diễn đồng bộ với giọng hát thu từ trước của người em trai đã chết Andy và khách mời Celine Dion với bài hát "Immortality". Đĩa CD của buổi trình diễn bán được hơn 5 triệu bản. "One Night Only" là tên dựa vào lời tuyên bố của ban nhạc rằng, do vấn đề về sức khỏe của Barry, show diễn lần đó tại Las Vegas được cho là show diễn trực tiếp cuối cùng trong sự nghiệp của họ. Sau khi nhận được hàng loạt phản hồi tích cực của khán giả về buổi hòa nhạc, Barry đã quyết định tiếp tục mặc dù còn đau và buổi hòa nhạc đã mở rộng thành tour lưu diễn thế giới "One Night Only".
Năm 1998, nhạc phim Saturday Night Fever đã được chuyển thể thành một chương trình nhạc kịch, trình diễn đầu tiên ở West End và sau đó trên sân khấu Broadway. Bee Gees đã viết ba bài hát mới để chuyển thể kịch bản. Cũng trong năm 1998, ba anh em đã sáng tác bài Ellan Vannin làm từ thiện cho Đảo Man. Bài hát này được biết đến như là quốc ca không chính thức của Đảo Man, và ban nhạc trình diễn bài hát này trong tour lưu diễn trên toàn thế giới để phản ánh niềm tự hào của họ về nơi ba anh em đã được sinh ra.
Bee Gees kết thúc thập kỷ với buổi hòa nhạc quy mô lớn cuối cùng của họ, được biết đến như BG2K, vào ngày 31 tháng 12 năm 1999.

### 2000–2008:This Is Where I Came Invà cái chết của Maurice
Năm 2001, nhóm nhạc phát hành album mới cuối cùng của họ với tư cách một ban nhạc, This Is Where I Came In. Album đạt thành công tài chính, vào top 10 tại Anh (được chứng nhận album Vàng), và 20 tại Mỹ. Bài hát chủ đề của album cũng vào top 20 tại Anh. Album tạo điều kiện cho mỗi thành viên của nhóm một cơ hội để viết theo cách riêng của mình, cũng như đồng sáng tác. Ví dụ, Maurice có các bài hát "Man in the Middle" và "Walking on Air" và đóng vai trò hát chính, trong khi Robin đóng góp các bài hát "Déjà Vu", "Promise the Earth" và "Embrace", và Barry đóng góp "Loose Talk Costs Lives", "Technicolour Dreams", và "Voice in the Wilderness". Các bài hát còn lại do ba anh em hợp tác viết và cùng hát. Họ trình bày nhiều bài hát của album This Is Where I Came In, với các bài hát tophit khác, trên chuỗi hòa nhạc được truyền hình trực tiếp Live by Request, phát trên A&E Network. Buổi biểu diễn cuối cùng của Bee Gees như một bộ ba là buổi biểu diễn có tên Love and Hope Ball trong năm 2002.
Maurice, người đạo diễn về âm nhạc của Bee Gees trong những năm cuối cùng với tư cách là một nhóm nhạc, đột ngột qua đời vào ngày 12 tháng năm 2003 ở tuổi 53 do nhồi máu cơ tim, trong khi chờ đợi phẫu thuật khẩn cấp để sửa chữa chứng nghẹt ruột. Lúc đầu Barry và Robin đã thông báo rằng họ có ý định tiếp tục ban nhạc "Bee Gees" để vinh danh em trai mình. Nhưng khi thời gian trôi qua, họ quyết định nghỉ hưu, để lại cái tên Bee Gees đánh dấu thời kỳ ba anh em cùng nhau sáng tác và biểu diễn.
Trong tuần lễ Maurice qua đời, album Magnet của Robin cũng được phát hành. Ngày 23 tháng 2 năm 2003, Bee Gees nhận giải Grammy Huyền thoại, họ cũng trở thành nhóm nhạc đầu tiên nhận giải thưởng này trong thế kỷ XXI. Barry và Robin cùng với Adam, con trai của Maurice nhận giải trong nước mắt.
Mặc dù đã có tin đồn về việc một buổi hòa nhạc tưởng niệm Maurice với hai người anh còn sống và các khách mời, nhưng chuyện đó đã không xảy ra. Barry và Robin tiếp tục làm việc độc lập, và cả hai phát hành các bản thu âm với các nghệ sĩ khác, và thỉnh thoảng đi cùng nhau để trình diễn tại các sự kiện đặc biệt.
Vào cuối năm 2004, Robin bắt đầu thực hiện một chuyến lưu diễn solo tại Đức, Nga và châu Á. Trong tháng năm 2005, Barry, Robin và một số huyền thoại nghệ sĩ nhạc rock ghi âm bài hát "Grief Never Grows Old", đĩa nhạc chính thức ủng hộ các nạn nhân sóng thần tặng cho Ủy ban Cứu trợ Thiên tai. Năm sau đó, Barry đoàn tụ với Barbra Streisand với album thành công Guilty Pleasures, phát hành với tên Guilty Too tại Anh như là album tiếp theo của album Guilty trước đó. Robin tiếp tục lưu diễn khắp châu Âu. Cũng trong năm 2004, Barry ghi âm bài hát "I Cannot Give You My Love" với Cliff Richard, đạt top 20 tại Anh.
Trong tháng 2 năm 2006, Barry và Robin đoàn tụ trên sân khấu cho một buổi diễn từ thiện tại Miami tặng cho Viện Nghiên cứu Tiểu đường. Đó là lần trình diễn trước công chúng đầu tiên của hai người sau cái chết của Maurice. Barry và Robin cũng trình diễn ở Buổi hòa nhạc lần thứ 30 hàng năm của Prince's Trust tại Anh vào ngày 20 tháng 5 năm 2006. Trong tháng 10 năm 2008, Robin trình diễn một số bài hát ở Luân Đôn như một phần của chương trình Saturday Night Fever trên BBC Electric Proms. Buổi trình diễn có sự góp mặt của nhiều nghệ sĩ khác và được chiếu trên BBC với các dịch vụ tương tác.

### 2009–2012: Quay lại trình diễn và cái chết của Robin
Trong một cuộc phỏng vấn với người dẫn chương trình radio Tim Roxborough của Easy Mix ngày 1 tháng 9 năm 2009, đúng ngày sinh nhật lần thứ 63 của Barry, Barry đã bình luận về các tour diễn tương lai khi nói rằng "tour sẽ được tổ chức trở lại", nhưng trong một thỏa thuận với Warner/Rhino, ban nhạc đã không thực hiện một thông báo tại thời điểm đó. Ngày 7 tháng 9 năm 2009, Robin tiết lộ cho Jonathan Agnew rằng ông đã liên lạc với Barry và hai người đã đồng ý rằng Bee Gees sẽ tái hợp và "trình diễn trở lại".
Barry và Robin trình diễn trong chương trình Strictly Come Dancing của BBC vào ngày 31 tháng 10 năm 2009 và xuất hiện trên chương trình Dancing with the Stars của kênh ABC ngày 17 tháng 11 năm 2009. Vào ngày 15 tháng 3 năm 2010, Barry và Robin giới thiệu nhóm nhạc của Thụy Điển ABBA vào Đại sảnh Danh vọng Rock and Roll. Vào ngày 26 tháng 5 năm 2010, cả hai đã bất ngờ xuất hiện trong buổi Chung kết mùa thứ 9 của American Idol.
Vào ngày 20 tháng 10 năm 2011 có thông báo rằng Robin Gibb, 61 tuổi, đã được chẩn đoán bệnh ung thư gan, mà ông đã được biết vài tháng trước. Robin đã gầy đi trông thấy trong vài tháng, và đã phải vài lần hủy các buổi trình diễn do đau bụng dưới nghiêm trọng.
Ngày 13 tháng 2 năm 2012, Robin cùng trình diễn với ban nhạc quân đội The Soldiers tại buổi diễn từ thiện ở Luân Đôn Palladium để lấy tiền hỗ trợ cho các thương binh. Đó là lần đầu tiên xuất hiện trước công chúng trong vòng 5 tháng và là lần cuối cùng của ông.
Ngày 14 tháng 4 năm 2012, Robin nhiễm bệnh viêm phổi trong một bệnh viện tại Chelsea và đã hôn mê. Mặc dù Robin đã tỉnh lại vào ngày 20 tháng 4 năm 2012, tình trạng của ông xấu đi nhanh chóng, và ông chết vào ngày 20 tháng 5 năm 2012. Sau khi Robin ra đi, Barry đã trở thành người còn sống cuối cùng của ban nhạc, và ban nhạc Bee Gees chính thức tan rã.

### 2013–nay: Nhìn lại một đời âm nhạc
Vào tháng 9 và tháng 10 năm 2013, Barry thực hiện tour biểu diễn solo đầu tiên của mình "vinh danh các em của ông và một đời âm nhạc". Ngoài bộ sưu tập Rhino, The Studio Albums: 1967–1968, Warner Bros. phát hành một bộ hộp album trong năm 2014 với cái tên The Warner Bros Years: 1987–1991 bao gồm những album E. S. P., One, và High Civilization, các bản phối mở rộng, và các đĩa mặt B. Hộp album này cũng bao gồm toàn bộ buổi trình diễn năm 1989 ở Melbourne, Úc, chỉ có trên video với tên gọi "All For One" trước khi phiên bản này được phát hành. Phim tài liệu The Joy of the Bee Gees được phát sóng ngày 19 tháng 12 năm 2014 trên BBC Four.
Trong năm 2015, 13STAR Records phát hành một bộ hộp album 1974-1979 vào ngày 23 Tháng 3 bao gồm các album Mr. Natural, Main Course, Children of the World và Spirits Having Flown. Một đĩa thứ năm gọi là The Miami Years bao gồm cả các bài hát của Saturday Night Fever với các đĩa mặt B.
Sau một giai đoạn ngừng biểu diễn, Barry Gibb trở lại với các buổi biểu diễn solo và trình diễn với tư cách khách mời. Ông thỉnh thoảng xuất hiện với con trai mình, Steve Gibb, người đã từ chối sử dụng thương hiệu Bee Gees chủ yếu với lý do có phong cách hoàn toàn khác. Vào năm 2016, ông phát hành In the Now, album solo đầu tiên của ông kể từ album năm 1984 Now Voyager. Đó là lần phát hành đầu tiên của sản phẩm âm nhạc mới có liên quan đến Bee Gees kể từ lần phát hành album 50 St. Catherine's Drive của Robin. Bee Gees đã ký một thỏa thuận phân phối âm nhạc với Capitol Records, đưa họ trở lại với hãng Universal.

## Ảnh hưởng
Bee Gees đã bị ảnh hưởng bởi The Beatles, The Everly Brothers, The Mills Brothers, Elvis Presley, Rolling Stones, Roy Orbison The Beach Boys và Stevie Wonder. Trong phim tài liệu năm 2014 The Joy of the Bee Gees, Barry tuyên bố rằng Bee Gees cũng bị ảnh hưởng bởi The Hollies và Otis Redding.

## Di sản
Brian May của Queen nói: "Tất nhiên là tôi là một fan hâm mộ lớn của các sáng tạo âm nhạc của Bee Gees. Chắc chắn Bee Gees đã ở đỉnh cao của việc sáng tác trong 30 năm, phải vậy không?! Hồi ức trìu mến nhất của tôi không phải vào giai đoạn nhạc phim của Saturday Night Fever, giai đoạn tái sinh ban nhạc Bee Gees, mà là giai đoạn trước đó với các bài hát gây chấn động ... Tôi nhớ đã hát những [bài hát] của Bee Gees với bạn thân của tôi Tim Staffell [của ban nhạc Smile] và Freddie [Mercury] từ hồi xưa rồi." May cũng ca tụng bài hát "You Win Again" như là một trong những bài hát hay nhất của những năm 80.
Trong phỏng vấn năm 1980 cho tạp chí Playboy, John Lennon đã ca ngợi Bee Gees, "Thử nói với những đứa trẻ trong thập kỷ 70- những người đã gào lên với Bee Gees rằng âm nhạc của họ chỉ là bản nhái lại của Beatles. Bee Gees không làm gì sai cả. Họ đã làm quá tốt. Không có âm nhạc gì khác được tạo ra lúc đó".
Michael Jackson, người cũng bị ảnh hưởng bởi Bee Gees, đã nói, "tôi đã khóc khi lắng nghe âm nhạc của họ. Tôi biết mọi nốt nhạc, mọi nhạc cụ họ đã chơi".
Paul McCartney nhớ lại, "Mining Disaster là bài hát mà Robert Stigwood đã bật cho tôi nghe, và tôi nói 'Ký hợp đồng với họ đi, họ hát tuyệt vời đấy'".
Ringo Starr nói, "Bee Gees là rất quan trọng trong thời đại âm nhạc của chúng ta, đặc biệt là các hòa điệu của họ."
Trong một cuộc phỏng vấn năm 2007 với Duane Bartlett, người cùng với Rod Stewart  đã viết bài hát disco "Da Ya Think I'm Sexy?" năm 1978, lưu ý rằng bài hát là:
"a spoof on guys from the 'cocaine lounge lizards' of the Saturday Night Fever days. We Rock and Roll guys thought we were dead meat when that movie and the Bee Gees came out. The Bee Gees were brilliant musicians and really nice people. No big egos. Rod, in his brilliance, decided to do a spoof on disco. VERY smart man. There is no such thing as a "dumb" super success in the music business."

Kevin Parker của ban nhạc Tame Impala đã nói rằng nghe nhạc Bee Gees sau khi chơi nấm đã tạo cảm hứng cho anh thay đổi những âm thanh trong album Currents.
Barry Gibb từng nói: "Khi chúng tôi xuất hiện, Jimi Hendrix nói, chúng tôi là Beatles hai năm tuổi. Ông ấy chỉ đơn giản là nêu ý kiến tại thời điểm đó. Người ta chỉ muốn gièm pha các nghệ sĩ khác. Nhưng bây giờ chúng tôi là những người bạn rất tốt với Jimi". Nhiều năm sau, Gibb hồi tưởng lại: "Anh ấy là một người bạn tuyệt vời của tôi. Anh ấy đến nhà tôi trong ngày sinh nhật hai mươi-mốt. Jimi là một người rất lịch sự nữa. Tôi không biết về chuyện ma túy của anh ấy. Tôi nghĩ rằng anh ấy hơi kỳ quặc, và nói một số thứ kỳ dị, nhưng lúc đó tôi quá ngây thơ để liên kết các chuyện đó với ma túy, và tôi không bao giờ thấy Jimi chơi ma túy cả. Tôi thấy anh ấy say rượu một vài lần vì tôi nhớ Jimi luôn luôn khá ít nói cho đến khi làm vài cốc".
Ban nhạc indie rock Anh The Cribs cũng đã chịu ảnh hưởng của Bee Gees. Thành viên của The Cribs, Ryan Jarman nói: "Nhạc của Bee Gees chắc chắn đã có một ảnh hưởng lớn đến chúng tôi, những giai điệu pop của họ là một thứ mà chúng tôi luôn nhớ lại. Tôi luôn luôn muốn quay lại với những giai điệu pop và tôi chắc rằng đó là do giai đoạn ảnh hưởng nhạc Bee Gees mà chúng tôi đã trải qua".
Sau cái chết của Robin vào ngày 20 tháng 5 năm 2012, Beyoncé nhận xét: "Bee Gees là một nguồn cảm hứng cho tôi, Kelly Rowland và Michelle. Chúng tôi yêu các sáng tác và hòa âm tuyệt vời của họ. Vieecj ghi âm bài hát 'Emotion' của ban nhạc này là khoảng thời gian đặc biệt cho Destiny's Child. Đáng buồn thay, chúng ta đã mất Robin Gibb trong tuần này. Tôi xin chia buồn cùng anh trai của ông, Barry và những người còn lại trong gia đình.
Ca sĩ Jordin Sparks nhận xét rằng các bài hát của Bee Gees mà cô yêu thích là "Too Much Heaven", "Emotion" (mặc dù do Samantha Sang trình diễn với Barry hát nền với giọng hát falsetto của mình) và "Stayin' Alive".
Carrie Underwood nói về việc khám phá những bài hát của Bee Gees trong thời thơ ấu của mình, "cha mẹ tôi nghe nhạc Bee Gees tương đối nhiều khi tôi còn nhỏ, vì vậy tôi chắc chắn đã bị họ ảnh hưởng từ tuổi trẻ. Họ có một dòng nhạc rất riêng, rõ ràng, [nó là] không bao giờ lặp lại".
Các nghệ sĩ khác chịu ảnh hưởng của Bee Gees gồm có: Pet Shop Boys, George Michael, Billy Joel, Paul Simon của Simon & Garfunkel, David Bowie, Brian Wilson của The Beach Boys, Debbie Harry of Blondie, Madonna, Andy Bell của Beady Eye, Noel Gallagher, và Elton John. Ban nhạc electropop/synth-pop Hyperbubble thậm chí phát hành cả một album EP, "Christmas with The Bee Gees".
Bee Gees đã bán được hơn 220 triệu đĩa hát trên toàn thế giới.

### Sáng tác bài hát
—Nhà sử học về âm nhạc Paul Gambaccini.
Vào năm 1978, anh em nhà Gibb đã viết và/hoặc trình diễn 9 ca khúc trong bảng xếp hạng Billboard Hot 100. Tổng cộng anh em nhà Gibb đã có 13 đĩa đơn vào Hot 100 vào năm 1978, với 12 đĩa đơn vào Top 40. Anh em nhà Gibb cũng tham gia vào British Academy of Songwriters, Composers and Authors (BASCA). Ít nhất 2500 nghệ sĩ đã hát lại các bài hát của họ.
Ca sĩ-nhạc sĩ Gavin DeGraw nói về ảnh hưởng của Bee Gees với âm nhạc của họ cũng như cách viết nhạc của họ:
"Hãy nói về Bee Gees. Đó là một nhóm nhạc biểu tượng. Không chỉ là một ban nhạc tuyệt vời mà còn là một nhóm nhạc sĩ tuyệt vời. Ngay cả sau khi Bee Gees thành công trên bảng xếp hạng nhạc pop, họ vẫn viết nhạc cho các ca sĩ khác, thành những bài hit lớn. Tài năng của họ đã vượt quá thời điểm thành công với nhạc pop của họ. Mất Bee Gees là một mất mát cho ngành công nghiệp âm nhạc và mất một nhóm biểu tượng. Vẻ đẹp của ngành công nghiệp này là chúng tôi vinh danh và mọi nghệ sĩ xuất hiện đều là một fan hâm mộ của một thế hệ trước đó, do vậy âm nhạc có một yếu tố truyền thống thực sự".
Một số nghệ sĩ nổi tiếng đã hát lại nhạc của Bee Gees: Michael Bolton, Boyzone, Eric Clapton, Billy Corgan, Destiny's Child, Faith No More, The Flaming Lips, John Frusciante, Al Green, Engelbert Humperdinck, Elton John, Tom Jones, Janis Joplin, Demi Lovato, Lulu, N-Trance, Pet Shop Boys, Elvis Presley, Nina Simone, Percy Sledge, Robert Smith, Status Quo, Steps và Take That.
Năm 2009, trong một phần của lễ kỷ niệm Q150 (150 năm thành lập bang Queensland), Bee Gees đã được công bố là một trong những biểu tượng của Q150 Queensland với vai trò "Nghệ sĩ gây ảnh hưởng".

## Vinh danh và thành tựu

Ngôi sao của Bee Gees trên Đại lộ Danh vọng Hollywood

Vào tháng 10 năm 1999, Bưu điện Isle of Man đã công bố một bộ tem gồm sáu con tem tôn vinh âm nhạc của Bee Gees. Lễ ra mắt chính thức diễn ra tại London Palladium, nơi chương trình sân khấu của Saturday Night Fever đã được trình chiếu. Lễ ra mắt tương tự đã được tổ chức ở New York ngay sau đó để trùng với buổi trình diễn nhạc kịch trên xuyên Đại Tây Dương. Các bài hát được miêu tả trên tem là "Massachusetts", "Words", "I've Gotta Get A Message To You", "Night Fever", "Stayin' Alive" và "Immortality".
Năm 1978, sau thành công của Saturday Night Fever và cụ thể là "Night Fever", Reubin Askew, Thống đốc bang Florida của Hoa Kỳ, đã trao cho Bee Gees danh hiệu công dân danh dự của Florida, vì họ sống ở Miami trong thời gian này. Năm 1979, Bee Gees được gắn sao trên Đại lộ Danh vọng Hollywood. Họ được vào Halls of the Songwriters năm 1994, Florence's Artists Hall of Fame năm 1995, ARIA Hall of Fame năm 1997. Cũng trong năm 1997, Bee Gees được vào Rock and Roll Hall of Fame. Năm 2001, họ đã được giới thiệu vào Vocal Group Hall of Fame. Sau cái chết của Maurice, Bee Gees được vinh danh tại Dance Music Hall of Fame năm 2001, Walk of Fame của Luân Đôn năm 2006 và Musically Speaking Hall Of Fame năm 2008. Vào ngày 15 tháng 5 năm 2007, Bee Gees được trao danh hiệu BMI Icons tại Lễ trao giải BMI Pop Awards hàng năm lần thứ 55. Tổng cộng, Barry, Maurice và Robin Gibb đã giành được 109 giải BMI Pop, Country và Latin.
Cả ba anh em (bao gồm cả Maurice, sau khi chết) được bổ nhiệm làm Commanders trong Order of the British Empire vào tháng 12 năm 2001 với buổi lễ diễn ra tại Cung điện Buckingham vào ngày 27 tháng 5 năm 2004. Vào ngày 10 tháng 7 năm 2009, thủ đô Isle of Man đã trao tặng danh hiệu Freedom of the Borough of Douglas cho Barry và Robin, và truy tặng danh hiệu này cho Maurice. Vào ngày 20 tháng 11 năm 2009, Hội đồng Thành phố Douglas đã phát hành đĩa DVD kỷ niệm phiên bản giới hạn để ghi nhớ sự kiện Bee Gees trở thành Freemen of Borough.
Vào ngày 14 tháng 2 năm 2013, Barry Gibb đã khánh thành bức tượng Bee Gees, cũng như giới thiệu "Bee Gees Way" (một lối đi có ảnh của Bee Gees), để tôn vinh Bee Gees ở Redcliffe, Queensland, Australia.

### Giải thưởng và đề cử
| Năm  | Hiệp hội                            | Lĩnh vực                                                  | Tác phẩm được bầu chọn  | Kết quả   | Chú thích |
| ---- | ----------------------------------- | --------------------------------------------------------- | ----------------------- | --------- | --------- |
| 1978 | Giải Grammy                         | Trình diễn song ca hoặc nhóm nhạc giọng pop xuất sắc nhất | "How Deep Is Your Love" | Đoạt giải | [ 127 ]   |
| 1979 | Giải Grammy                         | Best Pop Vocal Performance by a Duo or Group              | Saturday Night Fever    | Đoạt giải | [ 128 ]   |
| 1979 | Giải Grammy                         | Best Arrangement of Voices                                | "Stayin' Alive"         | Đoạt giải | [ 128 ]   |
| 1979 | Giải Grammy                         | Album của năm                                             | Saturday Night Fever    | Đoạt giải | [ 129 ]   |
| 1979 | Giải Grammy                         | Producer of the Year                                      | Saturday Night Fever    | Đoạt giải |           |
| 1979 | Giải thưởng Âm nhạc Mỹ              | Ban nhạc/Cặp đôi/Nhóm nhạc Pop/Rock được yêu thích nhất   | Bee Gees                | Đoạt giải |           |
| 1979 | Giải thưởng Âm nhạc Mỹ              | Favorite Soul/R&B Album                                   | Saturday Night Fever    | Đoạt giải |           |
| 1980 | Giải thưởng Âm nhạc Mỹ              | Ban nhạc/Cặp đôi/Nhóm nhạc Pop/Rock được yêu thích nhất   | Bee Gees                | Đoạt giải |           |
| 1980 | Giải thưởng Âm nhạc Mỹ              | Favorite Pop/Rock Album                                   | Spirits Having Flown    | Đoạt giải |           |
| 1997 | Giải thưởng Âm nhạc Mỹ              | International Artist Award                                | Bee Gees                | Đoạt giải |           |
| 1997 | Giải BRIT                           | Outstanding Contribution To Music                         | Bee Gees                | Đoạt giải |           |
| 1997 | Giải thưởng Âm nhạc Thế giới        | Legend Award                                              | Bee Gees                | Đoạt giải | [ 130 ]   |
| 2003 | Giải Grammy Giải đặc biệt cống hiến | Legend Award                                              | Bee Gees                | Đoạt giải | [ 131 ]   |
| 2004 | Giải Grammy Giải đặc biệt cống hiến | Hall of Fame Award                                        | Saturday Night Fever    | Đoạt giải | [ 132 ]   |
| 2015 | Giải Grammy Giải đặc biệt cống hiến | Lifetime Achievement Award                                | Bee Gees                | Đoạt giải | [ 133 ]   |

## Thành viên ban nhạc
Thành viên chính thức
- Barry Gibb – giọng hát, guitar (1958–2003, 2009–2012)
- Robin Gibb – vocals, guitar, đàn phím (1958–1969, 1970-2003, 2009–12; mất 2012)
- Maurice Gibb – giọng hát, guitar, bass, đàn phím (1958–2003; mất 2003)

Những nhạc sĩ sau cũng được xem là những thành viên của ban nhạc:
- Colin Petersen – trống (1967–1969)
- Vince Melouney – guitar chính (1967–1968)
- Geoff Bridgford – trống (1971–1972)

## Danh sách đĩa nhạc
Nhạc phim Saturday Night Fever (1977) và Staying Alive (1983) bao gồm những bài hát không được phát hành trên LP chính thức của nhóm. Tất cả những LP phát hành chính thức của nhóm đều được liệt kê dưới đây; A Kick in the Head Is Worth Eight in the Pants không xuất hiện trong danh sách vì nó chưa từng được phát hành chính thức.

### Album phòng thu

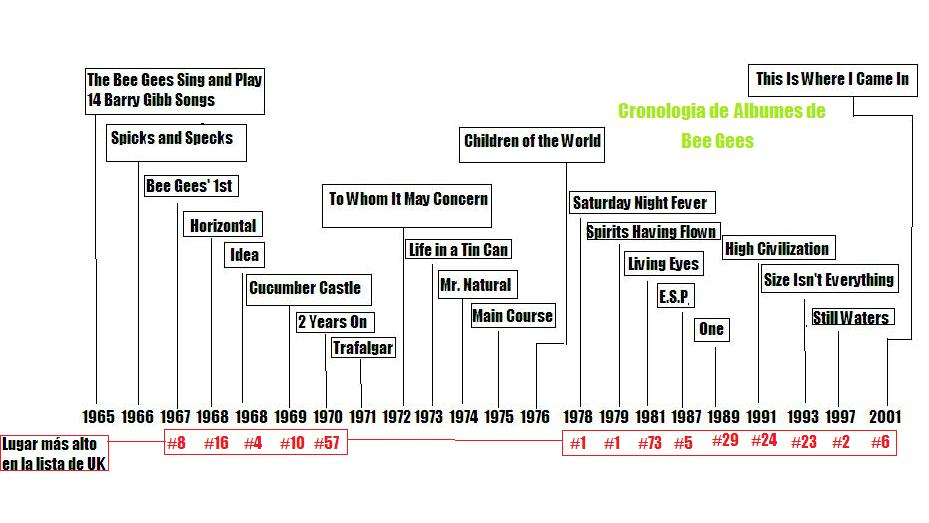
Các album của Bee Gees xếp theo thời gian phát hành

- The Bee Gees Sing and Play 14 Barry Gibb Songs (1965)
- Spicks and Specks (1966)
- Bee Gees' 1st (1967)
- Horizontal (1968)
- Idea (1968)
- Odessa (1969)
- Cucumber Castle (1970)
- 2 Years On (1970)
- Trafalgar (1971)
- To Whom It May Concern (1972)
- Life in a Tin Can (1973)
- Mr. Natural (1974)
- Main Course (1975)
- Children of the World (1976)
- Spirits Having Flown (1979)
- Living Eyes (1981)
- E.S.P. (1987)
- One (1989)
- High Civilization (1991)
- Size Isn't Everything (1993)
- Still Waters (1997)
- This Is Where I Came In (2001)

## Phim ảnh
| Năm  | Tựa đề                                | Đạo diễn        |
| ---- | ------------------------------------- | --------------- |
| 1969 | Cucumber Castle                       | Hugh Gladwish   |
| 1978 | Sgt. Pepper's Lonely Hearts Club Band | Michael Schultz |
| 1997 | Keppel Road                           | Tony Cash       |
| 2010 | In Our Own Time                       | Martyn Atkins   |

| Năm  | Tựa đề                  | Đạo diễn                     |
| ---- | ----------------------- | ---------------------------- |
| 1979 | The Bee Gees Special    | Louis J. Horvitz             |
| 2001 | This Is Where I Came In | David Leaf, John Scheinfield |
| 2002 | Live By Request         | Lawrence Jordan              |

| Năm  | Tựa đề           | Đạo diễn                     |
| ---- | ---------------- | ---------------------------- |
| 1990 | One For All Tour | Adrian Woods, Peter Demetris |
| 1998 | One Night Only   | Bee Gees                     |